# Борови-Ляс
Борови-Ляс (пол. Borowy Las, нім. Borowihlas) — село в Польщі, у гміні Сераковиці Картузького повіту Поморського воєводства.
Населення — 168 осіб (2011).
У 1975-1998 роках село належало до Гданського воєводства.

## Демографія
Демографічна структура станом на 31 березня 2011 року:
|          | Загалом | Допрацездатний вік | Працездатний вік | Постпрацездатний вік |
| -------- | ------- | ------------------ | ---------------- | -------------------- |
| Чоловіки | 98      | 32                 | 54               | 12                   |
| Жінки    | 70      | 21                 | 35               | 14                   |
| Разом    | 168     | 53                 | 89               | 26                   |